# James H. Sutherland
James H. "Jim" Sutherland (1872 - 26 de junio de 1932) fue un soldado escocés y cazador profesional, que cazó entre 1300 y 1600 elefantes en su vida.

## Biografía

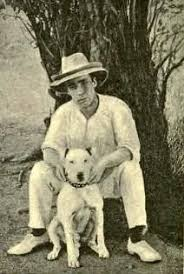
Sutherland y su bull terrier.

### Primeros años
Sutherland llegó en Ciudad de Cabo en 1896 a los 24 años de edad, sin ideas fijas de su futuro. Inicialmente tuvo varios oficios en Johannesburgo, Mafeking, Matabeleland, Lago Tanganyika y el Congo, incluyendo el boxeo profesional, la administración de tiendas comerciales africanas, y trabajando como supervisor laboral en la construcción del Beira-Mashonaland ferrocarril. Al estallar la segunda guerra bóer en 1899,  se internó en territorio africano para cazar elefantes de manera profesional.

### Cazador profesional
En 1904 Sutherland migró al África Oriental Alemana donde  cazó por los siguientes 10 años. Entre 1905 y 1906 participó en la Rebelión Maji Maji, luchado con las fuerzas coloniales alemanas, y estuvo otorgado la Cruz de Hierro por su conducta. En 1912, Sutherland conoció su gran amigo.H. "Andy" Anderson, a quién Sutherland introdujo a la caza de elefantes. El mismo año, Sutherland publicó un recuento de sus proezas para la fecha, Las aventuras de un cazador de elefantes. A su llegada en Londres en 1913,  fue celebrado como el cazador de Elefante más Grande del "Mundo".

### Servicio militar
En 1914, en el estallido de Primera Guerra Mundial, Sutherland cazaba en África Oriental Alemana. Las autoridades alemanas intentaron detenerle pero, por hacer un desvío de 500 millas (800 km), Sutherland hizo su ruta a través de África del este portuguesa a Nyasaland, donde a su llegada fue reclutado por el Gobernador como un agente de inteligencia.

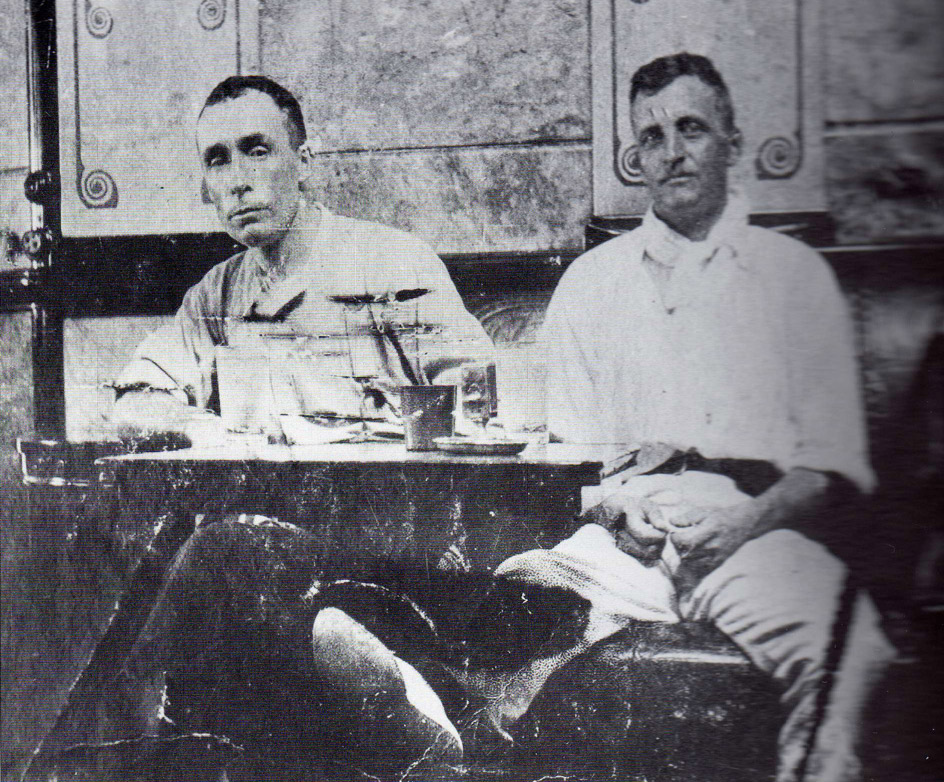
Sutherland con G.H. "Andy" Anderson.

En junio de 1915, Sutherland fue herido por un francotirador alemán quién le disparó en el abdomen con una bala explosiva.  Después de la conquista de África Del este alemana, Sutherland se vuelve Agente de Inteligencia del Jefe  y Provost Marshall en Brigadier-General Norley  personal con el rango de Lugarteniente, y en 1916  fue promovido a Capitán. Sutherland estuvo mencionado en despachos en varias ocasiones y se le otorgó la Legión de Honor por sus servicios como guía especial para las fuerzas de Nyasaland.

### Regreso a caza y muerte
Después de la guerra, Sutherland cazó en Uganda, el Congo Belga, y el Congo francés.  En 1929, Sutherland fue víctima a una conspiración por la tribu Azande contra personas blancas, siendo envenenado, pero se recuperó y continuó cazando a pesar de ser quedar parcialmente paralizado. Finalmente Sutherland murió bajo producto del mal del sueño, generado por los efectos del veneno en el Yubo , en su campamento el 26 de junio de 1932. Sutherland fue enterrado cerca a Yubo, y sus amigos más tarde levantaron una tabla de bronce en el sitio, gravada con dos elefantes que están debajo una palmera, el cual lee en parte:
A la Memoria de aquel Gran Cazador de Elefantes JIM SUTHERLAND.

## Preferencias de caza y récords

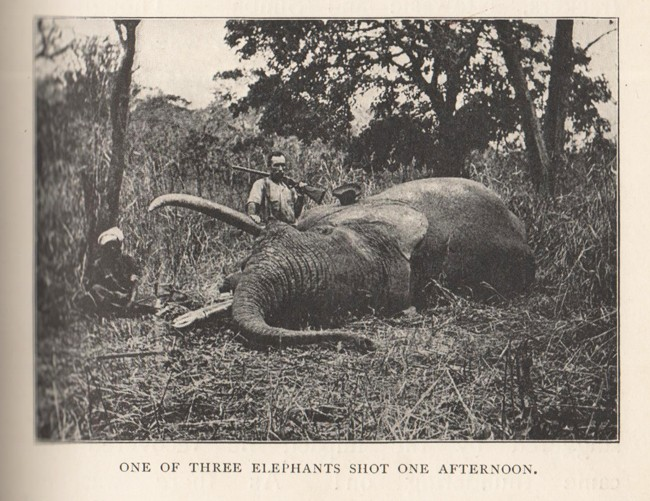
Plato de Las aventuras de un cazador de elefantes'.

Sobre el curso de su vida, Sutherland disparó entre 1,300 y 1,600 elefantes. En Las aventuras de un cazador de elefantes, Sutherland describe dos encuentros muy cercanos con elefantes y uno con un búfalo. En una ocasión un elefante se le abalanzó al aire y haciéndolo caer en sus espaldas, agarrándose desesperadamente, una vez  recuperó su rifle, y logró abatir al elefante.  En Las aventuras de un cazador de elefantes, el par más grande de colmillos de elefante que Sutherland describe, pesan 152 libras (69 kg) y 137 libras (62 ), mientras que el segundo par más grande pesó 145 libras (66 kg) y 140 libras (64 kg). Más tarde, en 1929, Sutherland disparó un enorme colmilludo en el Congo francés cuyos colmillos pesaron 207 libras (94 kg) y 205 libras (93 kg ).

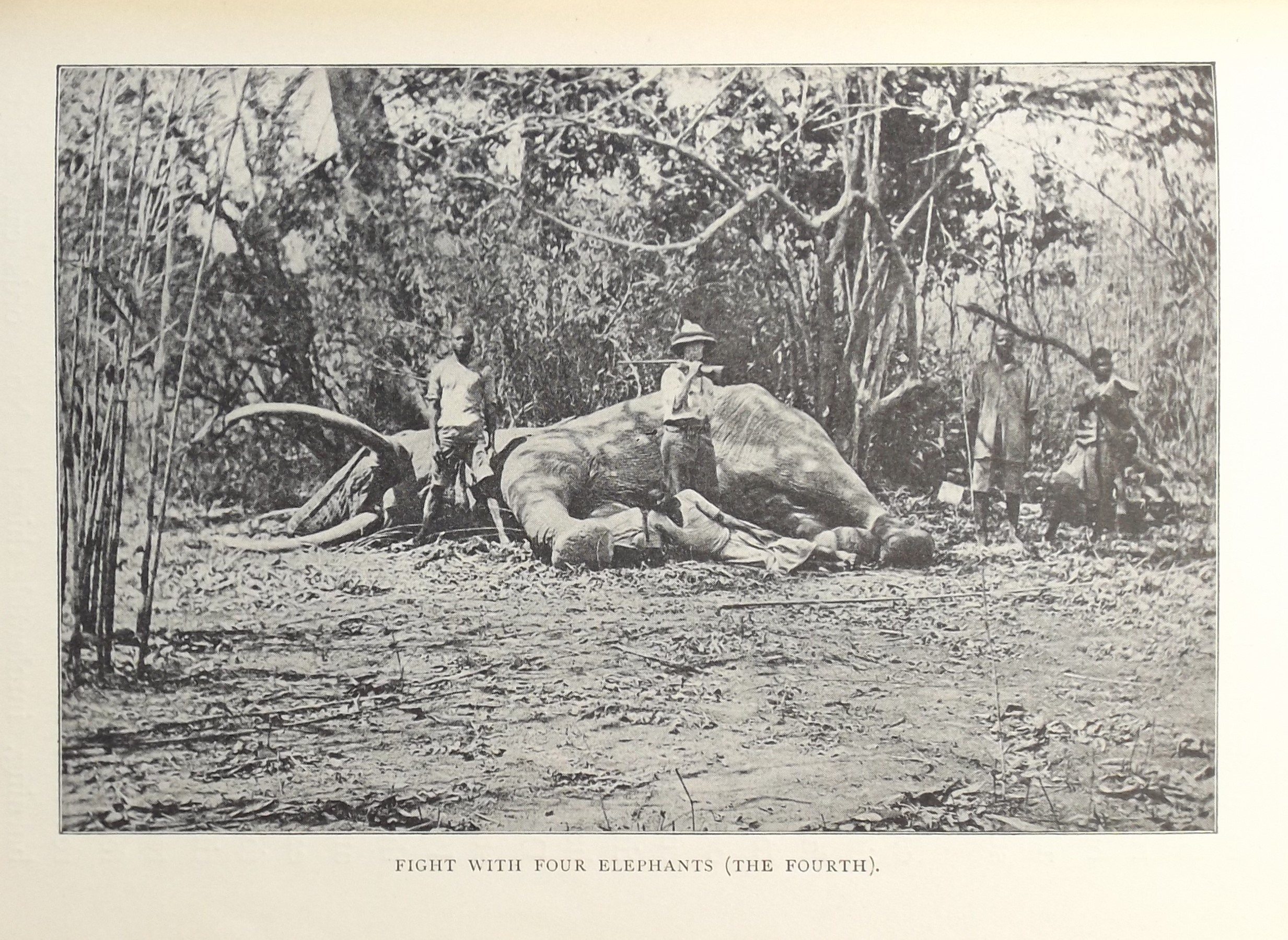
Imagen de Las aventuras de un cazador de elefantes.

Sutherland cazó con rifles en varios calibres incluyendo .303 british, 10.75 x 68mm Mauser, .450 Nitro Express y .500 Nitro Express. A diferencia de "Karamojo" Bell, Sutherland prefería rifles de calibres pesados para cazar rinocerontes y elefantes, declarando " encuentro el más eficaz el doble .577 con una 750 bala de granos y una carga de pólvora equivalente a cien granos de cordita." La batería de rifles de Sutherland estaba compuesta por un rifle de dos cañones Westley Richards Droplock de un solo gatillo calibre .577 Nitro Express, y un rifle de cerrojo calibre.318 Westley Richards, el cual utilizó en zonas abiertas donde es más difícil acercarse a la presa, haciendo necesarios los tiros lejos.